# Otto Lanz (Förster)

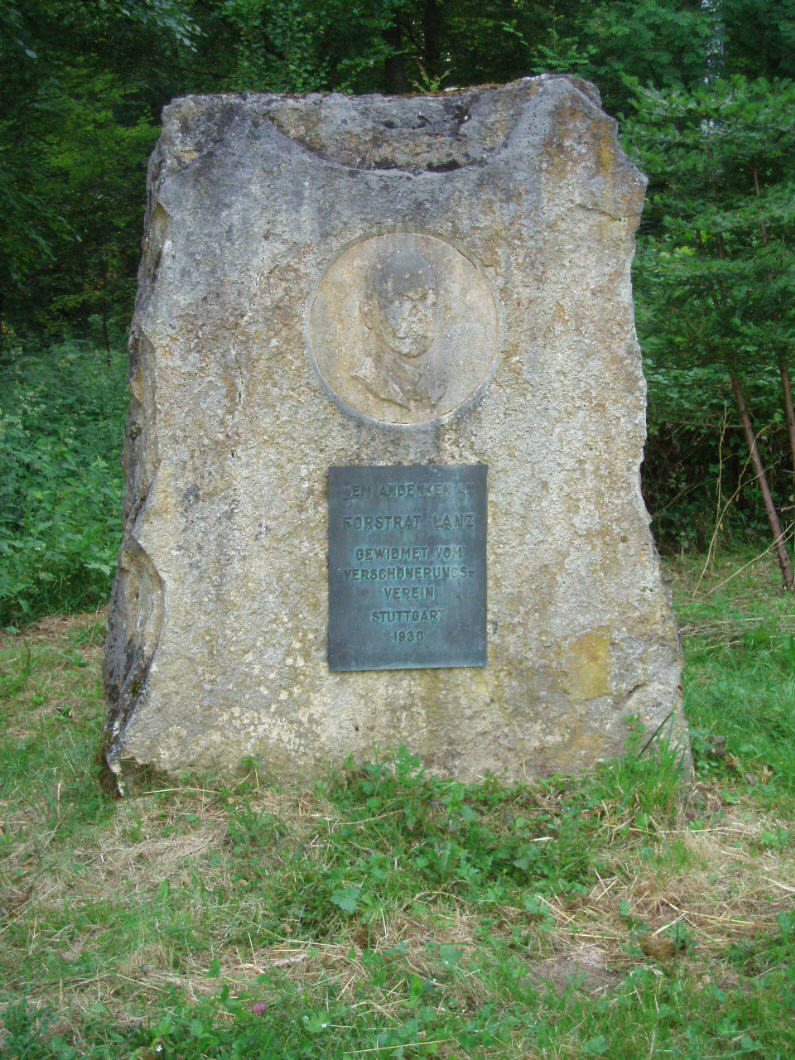
Lanzdenkmal

Otto Lanz (* 18. Januar 1867 in Ravensburg; † 25. April 1929 in Stuttgart) war ein deutscher Förster und Numismatiker.

## Leben
Otto Lanz studierte Forstwissenschaften in München und Tübingen und wurde dort Mitglied in den Corps Isaria und Rhenania Tübingen. Lanz, der mit seiner Ehefrau Berta bereits eine Familie gegründet hatte, begann seine Karriere als Forstmann 1898 als Revieramtsassistent am Revieramt Herrenalb. Im Jahr 1900 wurde er königlich württembergischer Hofjagdinspektor. Er war der letzte Mann, der dieses Amt innehatte, und der einzige bürgerliche Duzfreund des letzten württembergischen Königs, Wilhelm II. von Württemberg, und ging häufig mit diesem allein auf die Jagd.
Nach der Abdankung des Königs wurde die Verwaltung der Forsten umstrukturiert. Von 1919 bis 1928 leitete Lanz als Forstrat das Forstamt in Stuttgart.
Während seiner beruflichen Tätigkeit führte Lanz Tage- und Notizbücher, die heute im Hauptstaatsarchiv Stuttgart liegen und nicht nur über die Arbeit als Forstbeamter in württembergischen Diensten, sondern auch über das Leben am Hof Wilhelms II. von Württemberg Aufschluss geben. Der Nachlass wurde dem Archiv 1981 von Otto Lanz’ Sohn, dem als Kriegsverbrecher in den Nürnberger Prozessen verurteilten Wehrmachtsgeneral Hubert Lanz, übergeben.
Otto Lanz war außerdem Sammler und Sachverständiger auf dem Gebiet der Numismatik. Er veröffentlichte einen Beitrag über Das Geld Oberschwabens von 1300–1500, Die Münzkunde, eine Studie über die Münzen der Stadt Isny und Die Münzen und Medaillen von Ravensburg im Verlaufe seiner Münzgeschichte (1927) sowie die Münz- und Geldgeschichte von Isny (Württ. Vjhh. Ld.-Gesch., N. F. 35, S. 99–203).
Der Verschönerungsverein Stuttgart, dem Lanz angehört hatte und dessen stellvertretender Vorsitzender er bis zu seinem Tod gewesen war, setzte Lanz im Jahr 1930 ein Denkmal. Es stand ursprünglich am Sandweg bei der Rotenwaldstraße und befindet sich seit 1963 beim Bärenkopf unweit des Bärenschlössles. Die Umsetzung wurde nötig, als die Rotenwaldstraße verbreitert wurde. Das Denkmal besteht aus Travertin. Außer diesem Denkmal erinnert die Lanz-Eiche am Pfaffensee an Lanz.